# 降下訓練始め

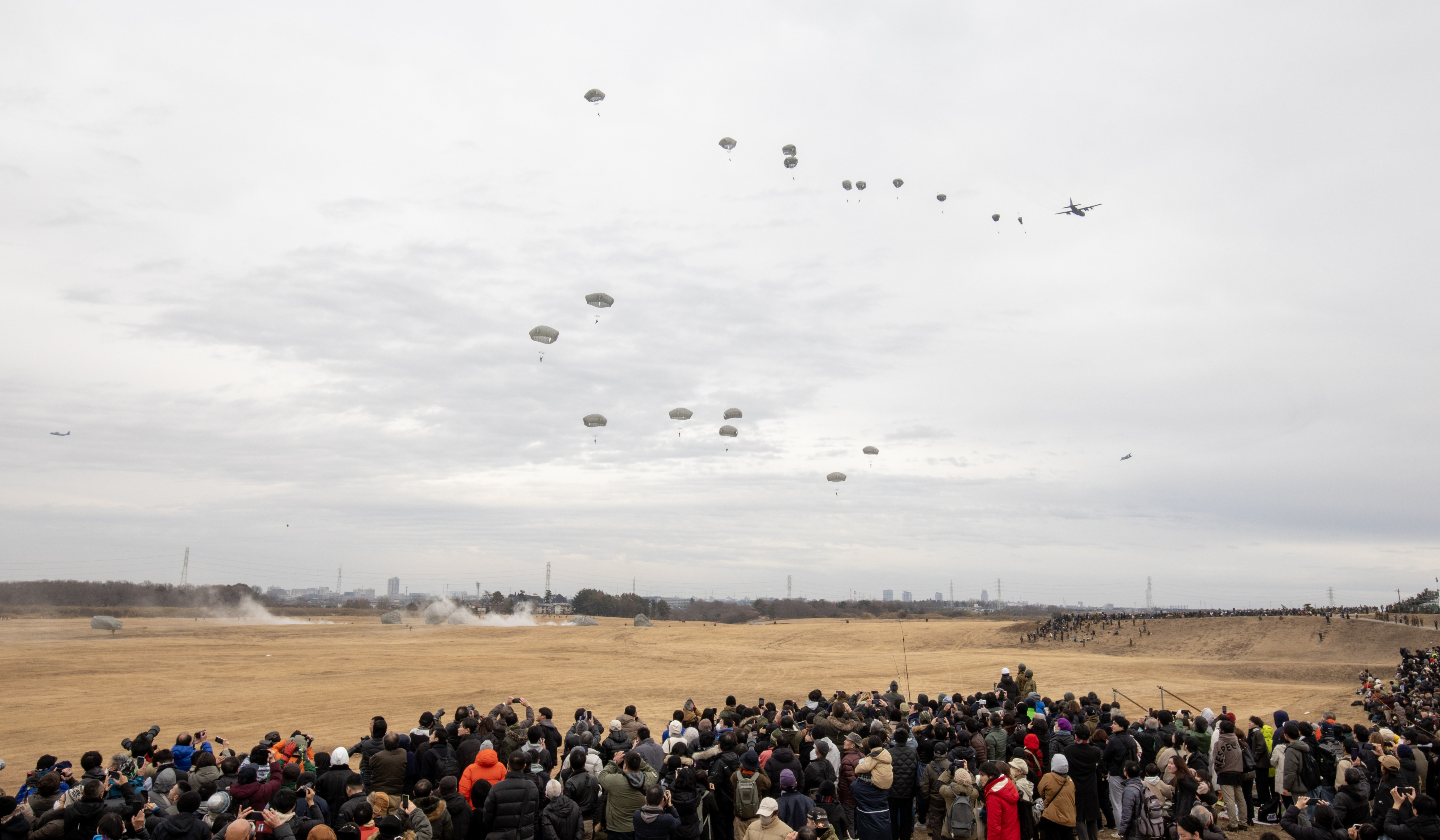
降下訓練始め（NYJIP）での空挺降下の様子（NYJIP25）

降下訓練始め（こうかくんれんはじめ）は、陸上自衛隊が実施する演習の一つ。千葉県船橋市および八千代市の習志野演習場で毎年1月の中旬に実施される。英語名称は"NYJIP"（New Year Jump in Indo Pacific; 2025年以降使用）。2025年（令和7年）実施分は2025年1月12日に実施された。

## 概要
第1空挺団の年頭行事として空挺降下展示等を実施し、1年の降下安全を祈願するために行うものである。もともとは第1空挺団内における部内行事であり、第1空挺団と米陸軍・海兵隊の空挺部隊との交流行事を兼ねていた。
2020年代より、アメリカ以外の"同志国"の降下訓練参加が増えたことから、同志国軍との連携強化・交流を目的に2025年（令和7年）より降下訓練始めが陸上総隊の主催となった。総隊司令官が主催する多国籍軍の空挺部隊による演習として新たに"NYJIP"の名称が付与された。2025年実施分では11か国（アメリカ陸軍・アメリカ海兵隊、イギリス陸軍、オーストラリア陸軍、カナダ陸軍、フランス陸軍、ドイツ陸軍、オランダ陸軍、イタリア陸軍、ポーランド陸軍、フィリピン陸軍、シンガポール軍）の空挺部隊等が参加した。タイ陸軍の参加も予定されていたがキャンセルとなった。空挺降下で降下した人数は約200人である。
訓練には防衛大臣以下政務三役、陸上幕僚長・陸上総隊司令官など陸上自衛隊の最高幹部も臨席する。また、近郊の海上自衛隊・航空自衛隊部隊の指揮官、アメリカ軍や同志国軍の幹部、関連団体、近郊の国政・地方自治体関係者が来賓として招待される。また、部外協力団体としてOB団体である「全日本空挺同志会」も参加する。

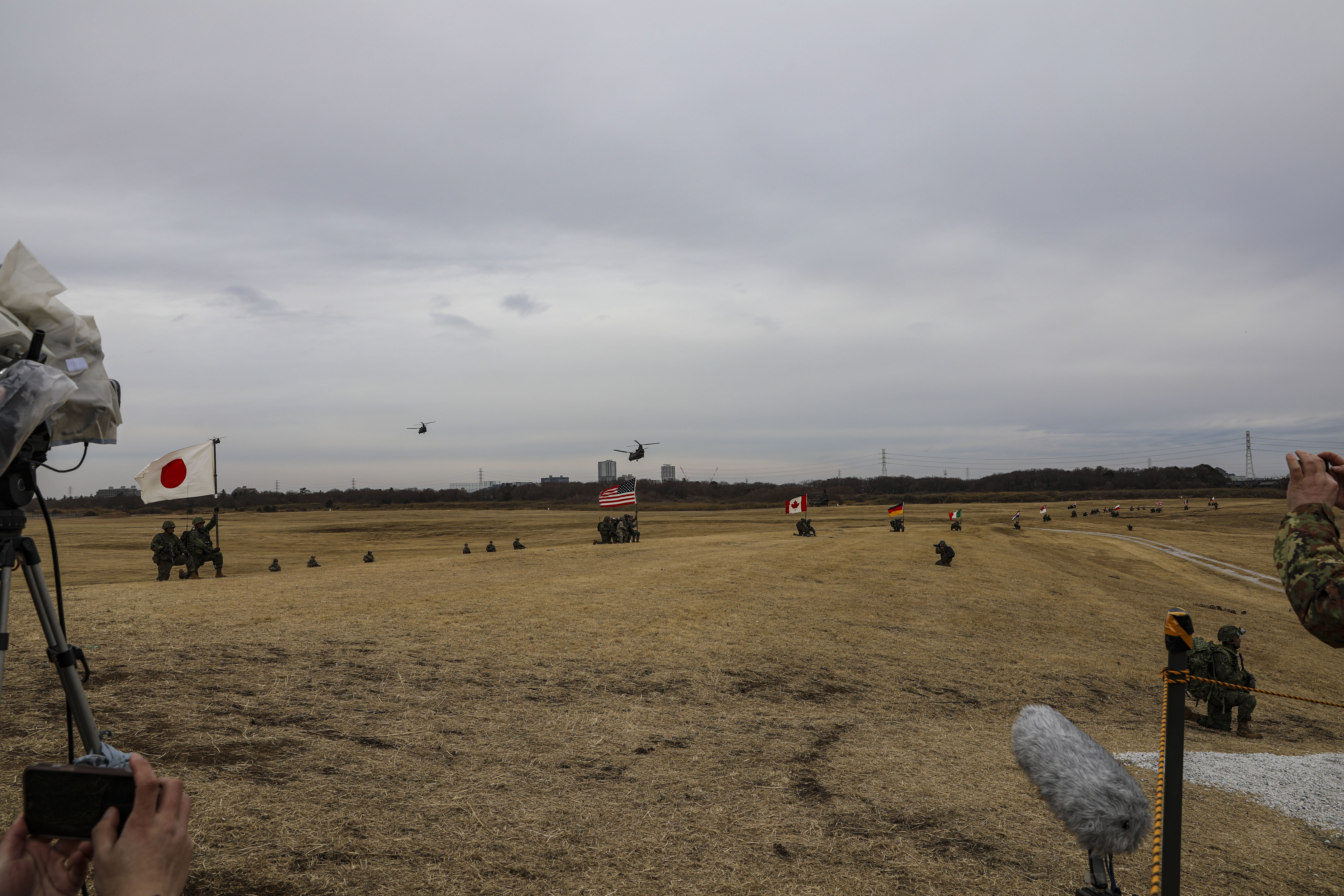
同盟国・同志国による来援（NYJIP25）

1974年（昭和49年）より一般公開されているほか、2010年代後半よりYoutubeやニコニコ生放送でのオンライン中継が実施されている。

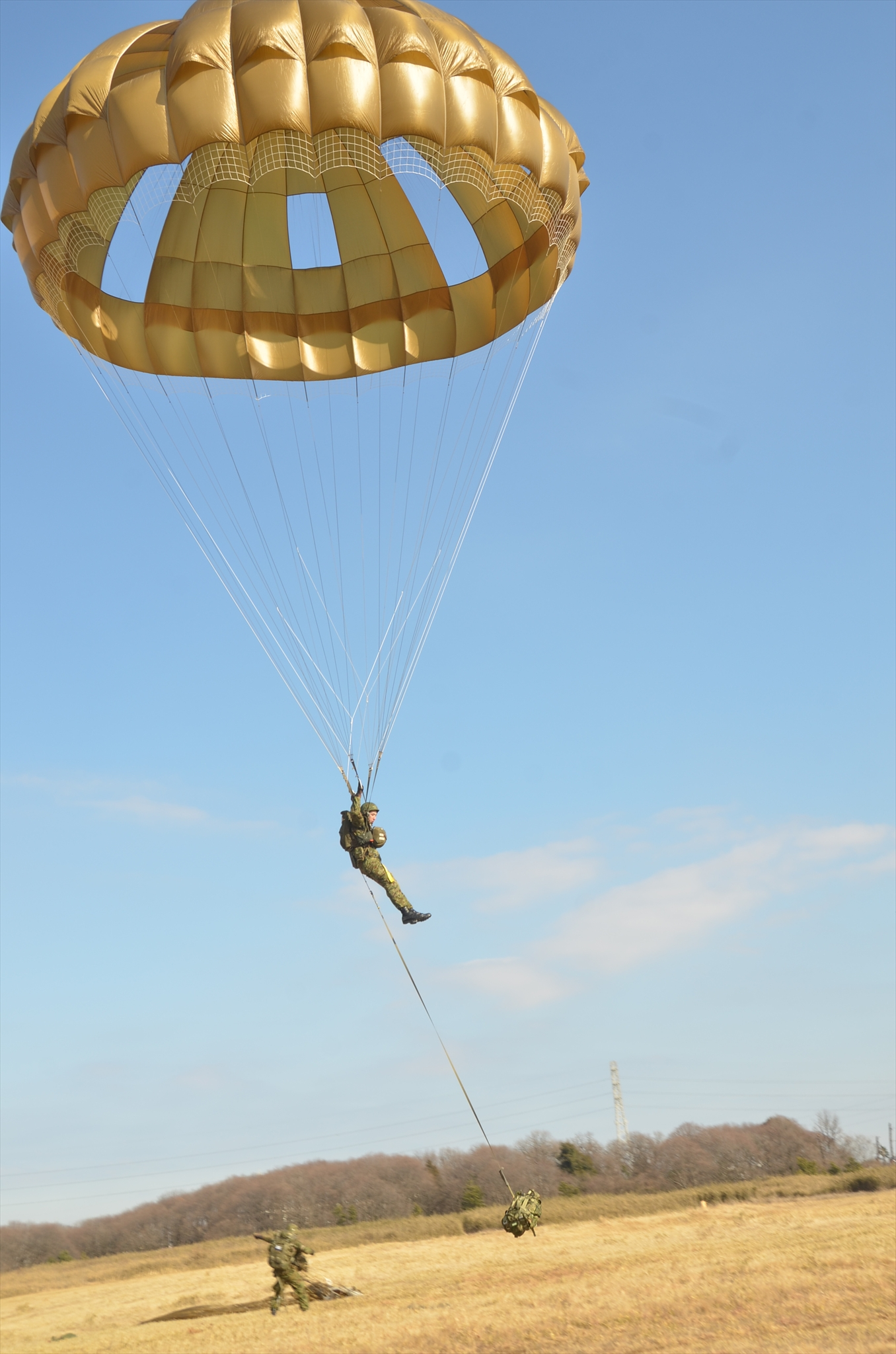
「降下訓練始め」での着地の様子（2013年実施）

## 沿革
- 1969年（昭和44年） - 第1空挺団「開傘祈願祭」が習志野演習場にて初めて実施される[2]。
- 1974年（昭和49年） - 「訓練降下始め」として一般公開を開始[2]。
- 1976年（昭和51年） - 防衛庁長官が初めて臨席。
- 2020年（令和2年） - 米空軍が初参加。
- 2021年（令和3年）１月13日 - 新型コロナウイルス感染症の流行により一般公開を中止・規模縮小[2]。
- 2022年（令和4年） - 新型コロナウイルス感染症の流行により一般公開を中止[2]。
- 2023年（令和5年） - 米軍以外の同志国軍（イギリス・オーストラリア）が初参加。（アメリカ含め３か国）[6]
- 2024年（令和6年） - カナダ・フランス・オランダ・ドイツが初参加（6か国）[7]
- 2025年（令和7年） - 「訓練降下始め」を陸上総隊主催の「NYJIP」として初めて実施[4]。イタリア・ポーランド・フィリピン・シンガポールが初参加[8][1]。

## 訓練内容

### 訓練構成
試験降下
「降下訓練始め」に先立ち、安全に降下が実施できるか試験降下員による降下を行う。
指揮官等降下展示
第1空挺団、米軍、同志国軍等の指揮官・再先任上級曹先等が航空機から降下する様子を展示する。また、団最年長隊員・最年少隊員も降下する。
空挺降下展示
日米の航空機からの降下訓練を行う。自由降下傘および、空挺傘での降下を行う。
訓練展示
空挺降下、空中機動展開を含む島嶼防衛を想定した部隊行動の様子を展示する。 
らっぱ演奏展示
第1空挺団らっぱ隊員による、らっぱの演奏。
防衛大臣訓示
防衛大臣による式辞・講評。
飛行展示
行事に参加した航空機が飛行する様子を展示。

### 訓練展示
以下は2025年実施のヘリボン訓練展示の構成である。

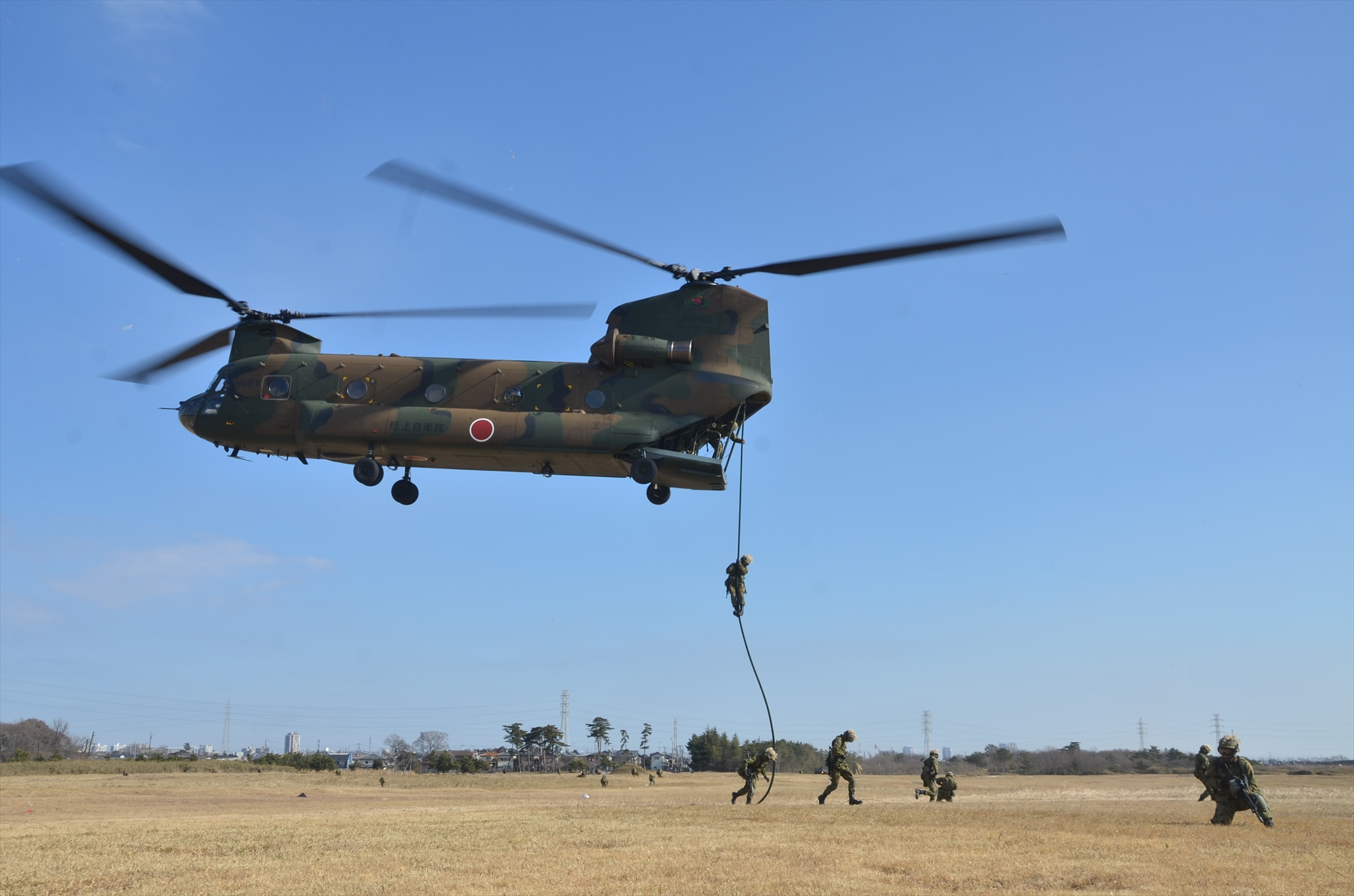
ラぺリング降下の様子（2013年実施分）

シナリオ：習志野演習場の「習武台」を中心に、三自衛隊の統合作戦、同盟国及び同志国軍の協力のもと、第1空挺団が作戦地域から目標線を経て、敵が侵攻した島嶼部を確保・奪回する。
島嶼部への緊急展開
- 事前潜入部隊の自由降下
  - 自由降下による隊員の潜入
- 事前制圧
  - 無人航空機による偵察
  - F-2戦闘機による爆撃・海自護衛艦による艦砲射撃の誘導（模擬）
  - ヘリ火力戦闘（AH-1S）
- 事前潜入部隊の近接戦闘
  - 狙撃
  - 近接格闘
- 第１空挺団による空挺降下
- 降着戦闘

島嶼部への増援
- ヘリボン部隊の上陸

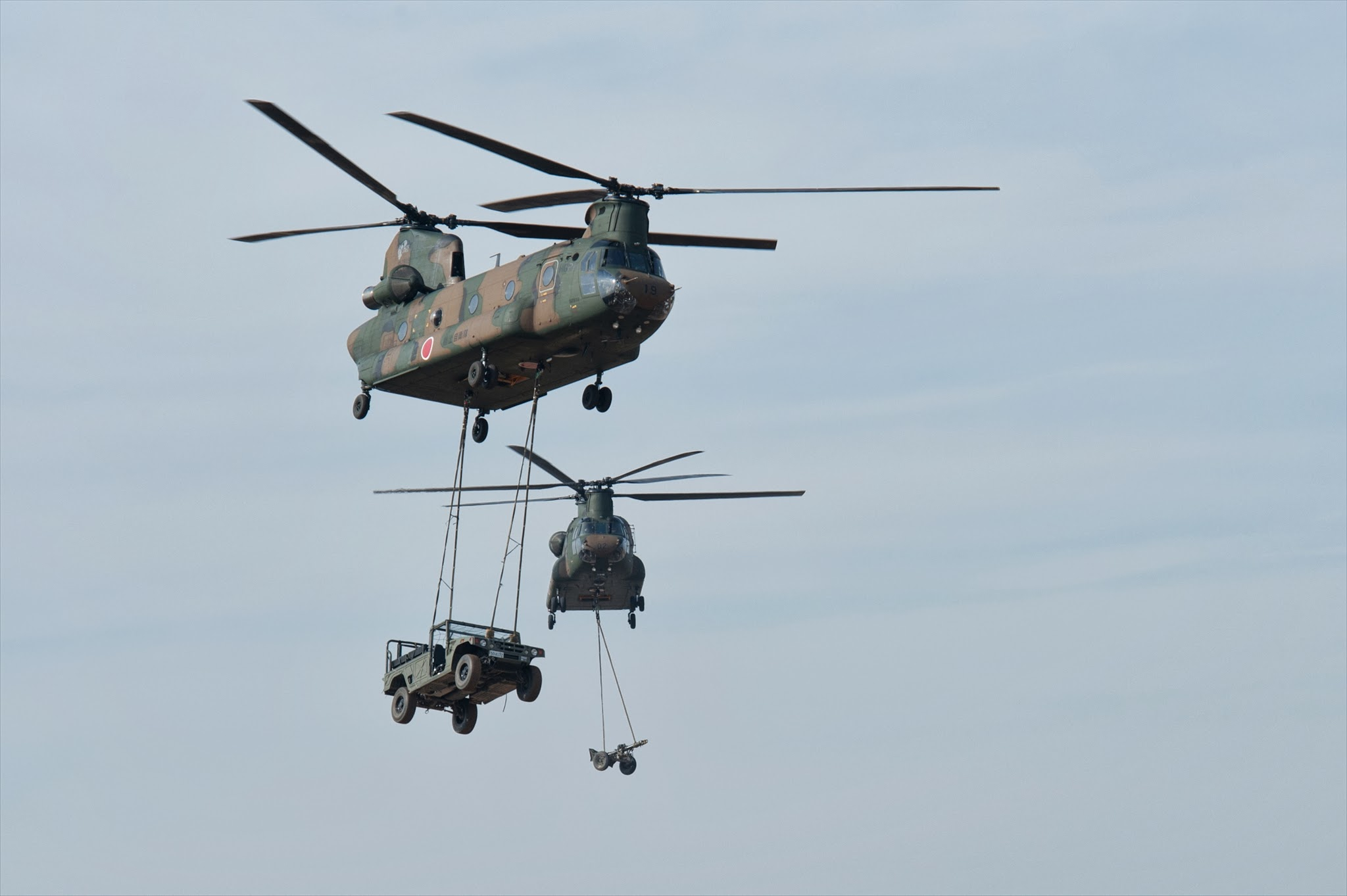
120mm迫撃砲 RTおよび重迫牽引車を空中輸送するCH-47（2013年実施分）

  - ヘリボン部隊への火力支援（AH-1S, M2重機関銃搭載UH-1）
  - リぺリングによる卸下（CHA-47JA）
  - 81mm迫撃砲・120mm迫撃砲の展開（空中空輸）
  - 中距離多目的誘導弾の展開（自走）
  - 負傷者の患者後送
  - 迫撃砲の陣地転換

島嶼部の奪回
- 主力の上陸（90式戦車・16式機動戦闘車・96式装輪装甲車・軽装甲機動車）

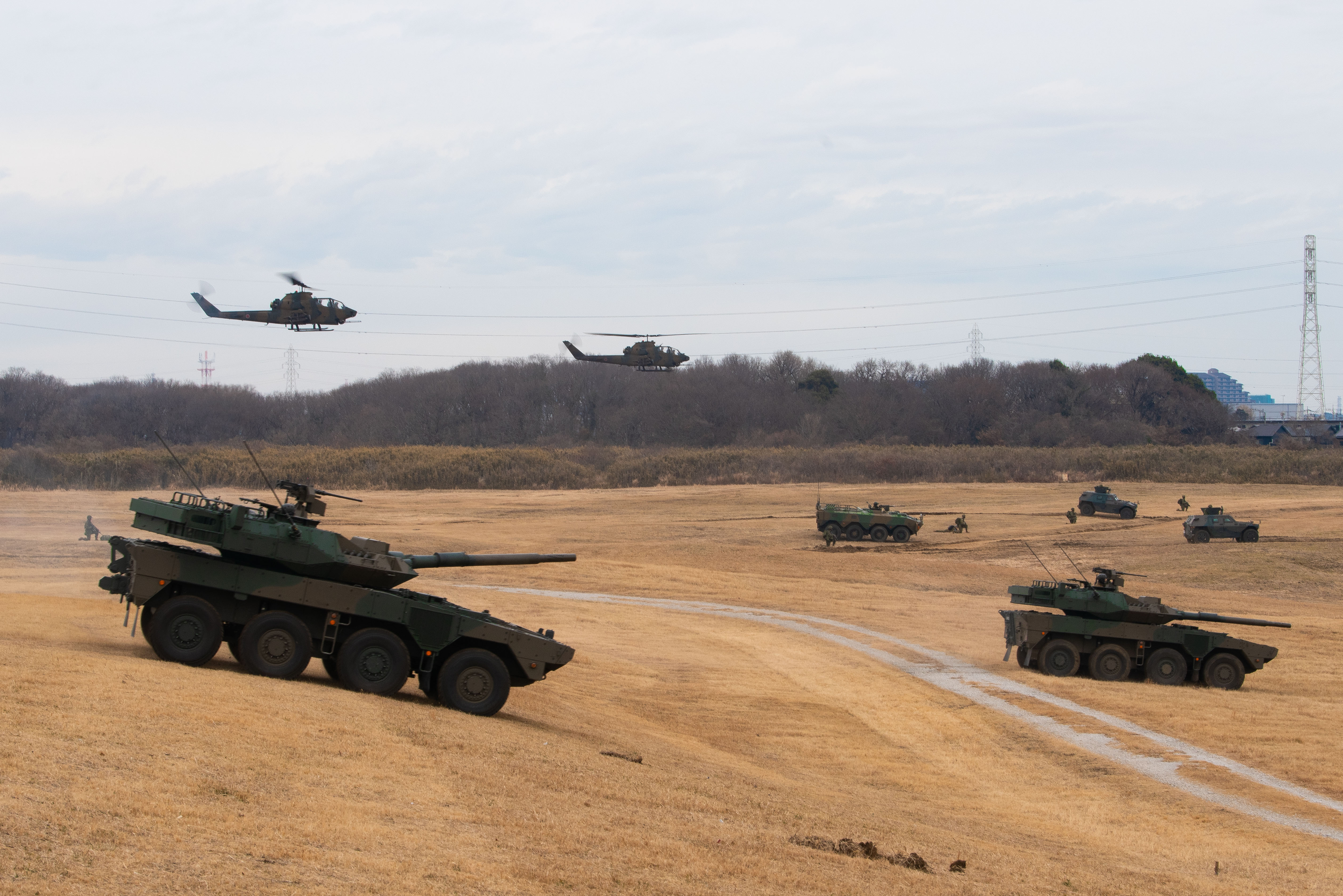
突撃の様子（NYJIP25）

同盟国及び同志国の来援
- 空挺降下
- ヘリボン（同盟国・同志国による突撃）

## 参加国・部隊

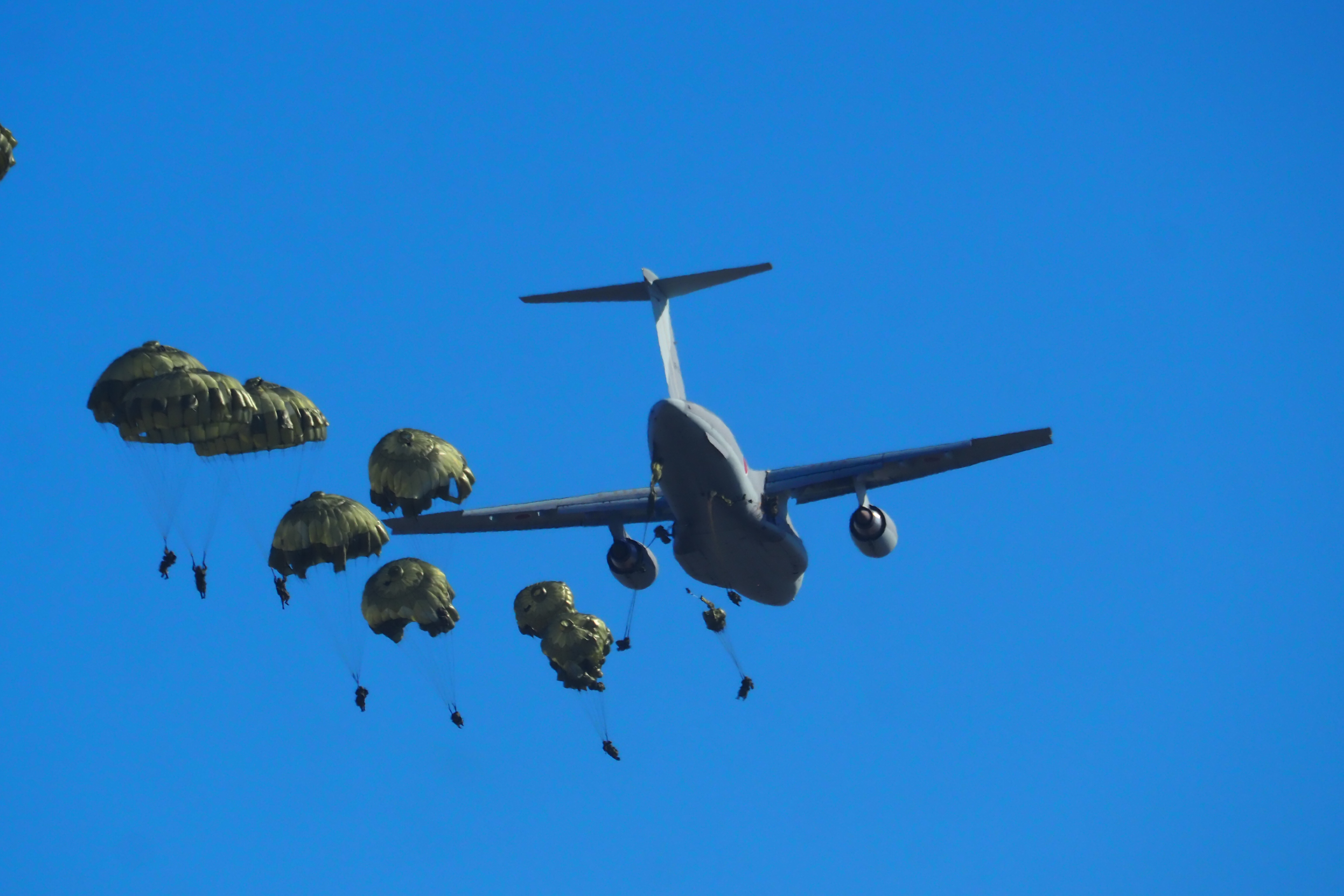
C-2輸送機による空挺降下の様子（2023年実施）

以下は2025年の降下訓練始め（NYJIP25）の例である。アメリカ以外の並び順は、空挺降下展示における降下順とした。カッコ内は航空機・装備及び使用した落下傘等である。
 日本
- 陸上自衛隊
  - 陸上総隊
    - 第1空挺団（13式空挺傘、81mm迫撃砲・120mm迫撃砲、中距離多目的誘導弾）
    - 第1ヘリコプター団（CH-47JA）
    - 中央即応連隊（96式装輪装甲車）
    - 国際活動教育隊（96式装輪装甲車）
    - 東部方面隊
      - 第1師団
        - 第1飛行隊（UH-1）
        - 第1偵察戦闘大隊（16式機動戦闘車）

      - 東部方面航空隊
        - 東部方面ヘリコプター隊（UH-1）
        - 第4対戦車ヘリコプター隊（AH-1S）

      - 関東補給処
        - 落下傘部（13式空挺傘）

  - 富士学校
    - 部隊訓練評価隊
      - 戦車中隊（90式戦車）

  - 武器学校
- 航空自衛隊
  - 航空支援集団
    - 第1輸送航空隊（C-130H）

 アメリカ合衆国
- アメリカ陸軍
  - 第11空挺師団（T11）
  - 第82空挺師団（T11）
    - 第1旅団
- アメリカ海兵隊
  - 第3海兵遠征軍
    - 第3海兵師団
      - 第3海兵偵察大隊(MC6)

- アメリカ空軍
  - 第374空輸航空団
    - 第36空輸飛行隊（C-130J）[9]

 オーストラリア

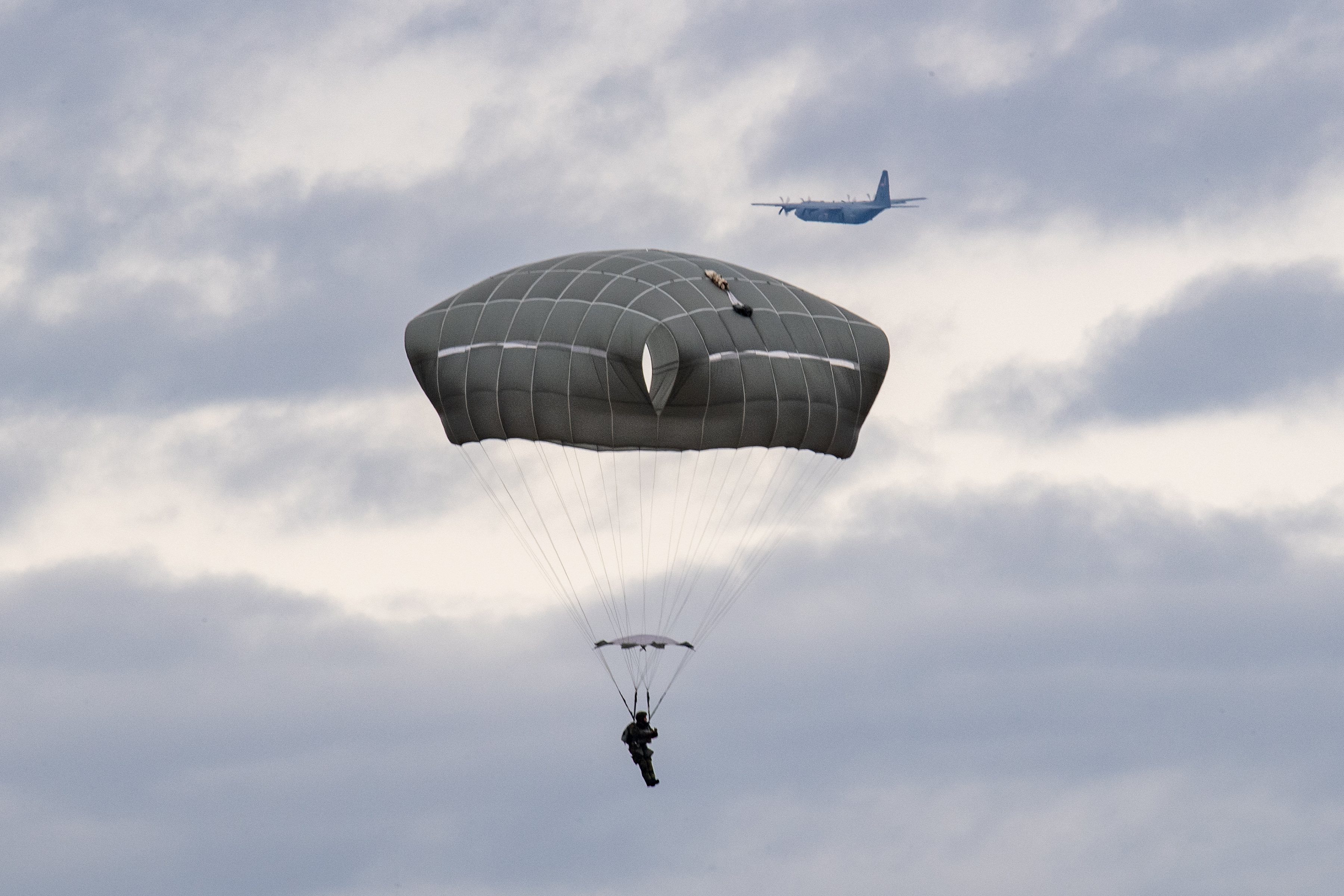
アメリカ陸軍による降下（NYJIP25）

- オーストラリア陸軍 空挺学校（13式空挺傘）

 カナダ
- カナダ陸軍 先端戦センター（13式空挺傘）

 フランス
- フランス陸軍 太平洋ニューカレドニア海兵歩兵連隊 落下傘歩兵中隊（13式空挺傘）

 ドイツ
- ドイツ連邦陸軍 第1空挺旅団（13式空挺傘）

 イタリア
- イタリア陸軍 フォルゴア空挺旅団（13式空挺傘）

 オランダ
- オランダ陸軍 第11空襲強襲旅団（13式空挺傘）

 フィリピン
- フィリピン陸軍（13式空挺傘）

 ポーランド
- ポーランド陸軍 第6空挺旅団（13式空挺傘）

 シンガポール
- シンガポール陸軍（13式空挺傘）

 イギリス
- イギリス陸軍 第16空中強襲旅団戦闘団（13式空挺傘）

## 映像配信
Youtubeは「陸上自衛隊 第1空挺団」のチャンネルから、ドワンゴのニコニコ生放送は「陸上自衛隊チャンネル」もしくは「ニコニコニュースチャンネル」にて配信される。

## 備考
- 訓練の成功を祝うため、一連の訓練終了後に訓練参加者および来賓、全日本空挺同志会関係者による「野宴」が行われ[5][10]、鏡割り、ジンギスカン風の焼肉が振舞われる[11]。
- 元在隊者である中谷元は、防衛大臣として臨席した2015年（平成27年）と、2025年（令和7年）に跳出塔からの降下訓練を自ら体験している[12]。